# Richmond (Yorks) (circonscription britannique)
Pour les articles homonymes, voir Richmond.

Localisation de la circonscription au sein du Yorkshire du Nord.

La circonscription de Richmond (Yorks)  est une circonscription électorale britannique. Située dans le Yorkshire du Nord, elle couvre le district du Richmondshire et la partie nord de celui de Hambleton.
Richmond envoie des députés à la Chambre des communes depuis 1585. Le siège est revenu au Parti conservateur sans interruption depuis 1910. Depuis 2015, son député est Rishi Sunak, chef du Parti conservateur et Premier ministre du Royaume-Uni entre 2022 et 2024. 

## Liste des députés depuis 1868
- 1868 : Roundell Palmer (libéral)
- 1872 : Lawrence Dundas (libéral)
- 1873 : John Dundas (libéral)
- 1885 : Frederick Milbank (libéral)
- 1886 : George Elliot (conservateur)
- 1895 : John Hutton (conservateur)
- 1906 : Francis Dyke Acland (libéral)
- 1910 : William Orde-Powlett (conservateur)
- 1918 : Murrough John Wilson (unioniste)
- 1929 : Thomas Dugdale (conservateur)
- 1959 : Timothy Kitson (conservateur)
- 1983 : Leon Brittan (conservateur)
- 1989 : William Hague (conservateur)
- 2015 : Rishi Sunak (conservateur)